# Orthoconchoecia orthotrichota
Orthoconchoecia orthotrichota är en kräftdjursart som först beskrevs av G. W. Müller 1906.  Orthoconchoecia orthotrichota ingår i släktet Orthoconchoecia och familjen Halocyprididae. Inga underarter finns listade i Catalogue of Life.